# Tatort: Puppenspieler
Puppenspieler ist ein Fernsehfilm aus der Fernseh-Kriminalreihe Tatort der ARD und des ORF. Der Film wurde von Radio Bremen produziert und am 24. Februar 2013 zum ersten Mal gesendet. Es ist die 864. Folge der Tatort-Reihe. Hauptkommissarin Inga Lürsen (Sabine Postel) wird in ihrem 27. Fall von den Plänen ihres Kollegen Nils Stedefreund (Oliver Mommsen) überrascht, für den sein 22. Fall erst einmal sein letzter sein soll, da er sich eine Auszeit nehmen will, um Polizeischüler in Afghanistan zu unterrichten. Zusammen mit dem neuen Kollegen Leo Uljanoff müssen sich die Kommissare mit korrupten Machenschaften zwischen Politik und Wirtschaft auseinandersetzen.

## Handlung
Der Richter Konrad Bauser verbringt die Nacht mit der jungen Mel. Als er sie fragt, wie alt sie sei, antwortet sie: „Wie alt soll ich denn sein?“ Am nächsten Tag geht es in einer Sitzung um die umstrittene Weservertiefung, über die ein Richterkollegium zu befinden hat; zwei der Richter sind dafür, zwei dagegen. Dr. Bauser ist also mit seiner Stimme sozusagen das Zünglein an der Waage. Über alle fünf Richter gibt es ein Dossier mit Vorlieben und Schwachpunkten. Kurz darauf erhält Bauser ein Video auf sein Handy, in dem er mit der blutjungen Mel beim Liebesspiel zu sehen ist. Dann verlangt eine männliche Stimme 50.000 Euro von ihm und droht, dass das Video sonst morgen im Netz sei. Richter Bauser ruft sofort nach dem Telefonat eine junge Frau an, woraufhin sich ein gigantischer Apparat in Bewegung setzt. Als Ole, Mels Freund, am mit Bauser vereinbarten Treffpunkt niemanden antrifft, ruft er den Richter an, es meldet sich jedoch nur die Mailbox. Dann sieht er einen Schatten in der Tür und glaubt, es sei Bauser. Der Kapuzenmann richtet jedoch eine Waffe auf ihn. Es gelingt Ole zu entkommen, unglücklicherweise verrät ihn sein Handy, das in diesem Moment klingelt, der Mann erschießt ihn, ohne zu zögern, kaltblütig. Als es erneut klingelt, nimmt er den Anruf an und flüstert: „Wo bist du?“ Mel, die dran ist, erwidert, das wisse er doch, sie warte im Hafen auf ihn. Die Stimme raunt: „Ich komme gleich.“ Dann präpariert der Mann die Leiche als die eines Drogensüchtigen, verwischt mit Spucke die in Oles Hand notierte Nummer und eilt zum Hafen, wo er seine Waffe auf Mel richtet. Als er sie schon fast hat, gelingt es ihr, ihn zu täuschen, indem sie in der Dunkelheit ihre Jacke ins Wasser wirft. Er zielt mehrere Male darauf, Mel kann entkommen.
Richter Bauser trifft sich mit seiner Mitarbeiterin, die die Tötung Oles in Gang gesetzt hat. Im Auto meint sie zu ihm, er könne nur hoffen, dass es keine Kopie gäbe, die im Internet auftauche. Als Bauser gewahr wird, dass Mel lebt, ruft er die Frau erneut an und beschwert sich, dass das Mädchen lebe und ihn verfolge. Telefonisch gibt er ihr einen Mordauftrag und verlangt, dass „diese verdammte Nutte sterben müsse.“ Die junge Frau, die er wegen eines Vorfalls in Leipzig in der Hand hat, zeichnet das Gespräch auf. Dann ruft sie eine Handynummer an und meint, sie wisse, dass sie diese Nummer nur im Notfall wählen solle und fügt hinzu, dass es um Dr. Bauser gehe und es ein Notfall werden könne.
Als Kriminalhauptkommissar Stedefreund den Tatort aufsucht, findet er Mel, die auf der skizzierten Stelle auf der Erde liegt und die Musik hört, die sie immer mit ihrem Freund gehört hat. Die junge Frau hat beim Schusswechsel im Hafen einen Streifschuss abbekommen. Stedefreund erfährt, dass sie auf der Straße lebt und kaum jemandem traut. Sie erzählt ihm, dass Oles Mörder auch auf sie geschossen habe. Der Kommissar nimmt Mel vorsorglich mit in seine Wohnung und beschwört sie, sich nicht von der Stelle zu rühren, bis er wieder zurück sei. Um die Identität des Mörders von Ole aufzudecken, spricht Stedefreund auch mit Richter Bauser. Kaum ist der Kommissar gegangen, ruft Bauser erneut die geheimnisvolle Nummer an und beschwert sich, dass er gerade von einem Kriminalkommissar belästigt worden sei, nachdem er Stedefreund zuvor arrogant gefragt hatte, ob er eigentlich wisse, wer er sei.
Leo Uljanoff, ein neuer Kollege, hat inzwischen acht Fälle recherchiert, die ähnlich gelagert waren wie der vorliegende: Es wurde dieselbe Waffe benutzt, am Tatort wurden stets DNA-Spuren von derselben Person gefunden und nicht einer der Fälle konnte aufgeklärt werden, weil vorher immer eine entsprechende Weisung von höherer Stelle erfolgte. Gerade als sich Mel ein Mann mit einer Spritze nähert, kommt Stedefreund zurück. Mel berichtet ihm, dass jemand dagewesen sein müsse, sie habe einen Schatten wahrgenommen. Daraufhin bringt der Kommissar sie zu Hauptkommissarin Inga Lürsen. Sie erzählt ihr, wie es zu der Begegnung mit Richter Bauser kam. Sie sei angerufen worden, nicht vom Richter selbst, der sei betrunken gewesen, als er zu ihr ins Zimmer gekommen sei. Sie habe dann heimlich Videoaufnahmen gemacht, die Ole auf dem Handy bei sich hatte, das verschwunden ist. Davon gäbe es keine Kopie. Lürsen lässt bei einer Veranstaltung „Pro und Contra Weservertiefung“ durchblicken, dass es im Zimmer des Richters eine weitere Überwachungskamera gegeben habe, die man noch suche. Kurz darauf entschuldigt sich Bauser wegen Unwohlseins, sucht im angemieteten Zimmer nach der Kamera und findet sie auch. Wieder wählt er die betreffende Nummer und beschwört den Teilnehmer, dass er das in Ordnung zu bringen habe, er sei einer der höchsten deutschen Richter und das werde er auch bleiben und noch einmal mit Nachdruck: „Du bringst das in Ordnung, wenn nicht, bebt Berlin!“ Das BKA übernimmt, Leiterin der Gruppe, die den Fall lösen soll, ist Sigrid Strange, die Frau, die von Bauser massiv unter Druck gesetzt worden ist. Sie befragt sogleich Mel und arbeitet mit Methoden, die Mel einschüchtern, indem sie ihr ein Foto des eigenen Vaters vorlegt und fragt, ob er es gewesen sei. Mel weicht entsetzt zurück. Strange jedoch stachelt Mel weiter mit Worten auf und lässt ihre Waffe bewusst auf dem Tisch liegen, als sie das Zimmer kurz verlässt, um den herbestellten Richter Bauser zu empfangen. Kaum hat Mel ihn erblickt, ergreift sie die Waffe und bedroht Bauser, der daraufhin zusammenbricht. Stranges Plan ist nicht aufgegangen, der vorsah, dass Mel den Richter erschießt. Das BKA präsentiert Lürsen und Stedefreund als Täter den Auftragskiller mit dem Kürzel AV7K. Man hat alles präpariert und mit angeblichen Beweisen belegt und verlangt, den Fall zu den Akten zu legen. Lürsen und ihre Leute ermitteln jedoch weiter.
Lürsen und Stedefreund besuchen Richter Bauser im Krankenhaus und konfrontieren ihn mit einem Fall aus Leipzig, wo die Chronologie des Verbrechens begann, und zeigen alle Zusammenhänge so auf, dass Bauser annehmen muss, sie wüssten Bescheid. Geschickt lassen sie in ihr Gespräch einfließen, dass Strange ihn durch Mel aus dem Wege räumen lassen wollte. Daraufhin sagt Bauser alles, was er weiß. Was er von sich gibt, ist erschreckend. In ganz Deutschland sind in präparierten Lkws Täter im Auftrag des Bundeskriminalamtes unterwegs, die – wie Marionetten – auf neue Aufträge warten. Lürsen und Stedefreund verfolgen Sigrid Strange und kommen dadurch der Zentrale dieser Leute auf die Spur. Am Krankenbett des Richters erscheinen die Abgesandten von „Pro Weservertiefung“. Sie sind es, die ihn mit einem Video, das neben dem von Mel erstellten, existiert, erpressen wollen. Bauser springt daraufhin in den Tod.

## Produktionsnotizen und Hintergrund
Puppenspieler wurde in Bremen und Umgebung gedreht. Die Redaktion lag bei Annette Strelow von Radio Bremen und Götz Schmedes vom WDR. Produktionsfirma war die Bremedia. Drehbuchautor Christian Jeltsch ließ sich für diese Tatort-Folge von einer bis heute unaufgeklärten Affäre um die mögliche Verwicklung hochrangiger Persönlichkeiten aus Justiz, Politik und dem Geheimdienstmilieu in Kinderprostitution, Immobiliengeschäfte und die damit in Zusammenhang stehenden kriminellen Machenschaften in Sachsen, insbesondere in Leipzig, dem sogenannten Sachsensumpf, inspirieren.
Nils Stedefreund hat in dieser Folge den Verlust eines Freundes zu verkraften. Die Witwe überreicht ihm einen Karton mit Erinnerungen aus beider Jugendzeit. Schon seit längerem ist der Kommissar unzufrieden mit seinem Leben und will etwas ändern. Er hat sich um einen Platz beworben in einem Programm namens „Ausbildung von Polizisten in der dritten Welt“. Wie er Inga Lürsen in einem Gespräch, das er lange vor sich hergeschoben hat, zu vermitteln versucht, weil er auch einmal neue Wege gehen müsse und soviel Träume gehabt habe, die er nicht verwirklicht habe und mit ihr habe er nicht darüber gesprochen, weil sie garantiert versucht hätte, ihm das auszureden. „Wir zappeln doch an Fäden von irgendwelchen Puppenspielern, die wir nicht einmal kennen“, darum habe er die Bewerbung geschrieben. Im Februar gehe es für ihn nach Kundus. Als sein vorläufiger Nachfolger steigt Kriminaloberkommissar Leo Uljanoff, geboren in Gorki, früher beim Drogendezernat, in die Serie ein. Lürsen und er verbringen eine Nacht miteinander.

## Rezeption

### Einschaltquoten
Bei seiner Erstausstrahlung am 24. Februar 2013 hatte Puppenspieler 9,65 Mio. Zuschauer, was einem Marktanteil von 25,8 % entspricht.

### Kritiken
Sandra Kegel von der FAZ urteilte, dass der neue Ermittler, der Inga Lürsen an die Seite gestellt worden sei, sie „nervös gemacht habe“ und dass das Team einen „abstrusen Fall, eingebettet in eine überladene Geschichte“, gelöst habe.
Annina Schopen von der B.Z. war der Ansicht, dass „Weniger mehr gewesen wäre“ und der Bremer Tatort zu „vollgepackt gewesen“ sei mit den Themen „Sex, Erpressung, Verschwörung und einem neuen Kollegen. Etwas weniger hätte es auch getan.“
Jürn Kruse von der taz meinte, dass „nach der NSU–Affäre ein korrupter Staat plötzlich denkbar [sei]“, auch wenn er titelte: „Aber doch nicht in Deutschland“ und ausführte: „Mord in Leipzig, Mord in Berlin, Mord in Hamburg. Es wird getötet ohne Mitleid, als wollten Regisseur Florian Baxmeyer und Drehbuchautor Christian Jeltsch mit dem ‚Tatort‘ ‚Puppenspieler‘ einen neuen Rekord für eiskalte Tötungen am Sonntagabend aufstellen.“ Erst dann „beginn[e] der Film richtig.“
Susanne Baller vom Stern war der Meinung, dass „ein bisschen James Bond ruhig sein darf. Weservertiefung, korrupte Bundesrichter und ein BKA mit Auftragskiller–Einheit – das kling[e] nur partiell nach Bremen.“
TV Spielfilm fasste seine Kritik in dem Satz zusammen: „Komplex, brisant und in Kinobilderästhetik.“ Baxmeyer prangere „in dem rasanten, teils mit Splitscreen-Bildern multiperspektivisch erzählten Politkrimi […] Überheblichkeit und Machtmissbrauch hoher Amtsträger an.“
Das Fernsehmagazin Hörzu bewertete die Folge in einem Artikel vom 24. Februar 2013 bei drei möglichen Punkten in den Sparten Humor, Action und Erotik mit jeweils einem Punkt, für Spannung gab es zwei Punkte, das Gesamturteil lautete: „Gelungen.“ Die Kurzwertung durch Thomas Kunze las sich folgendermaßen: „Zuwachs im Kommissariat: Der neue Kollege bringt frischen Wind und eine starke Prise Humor. Der Fall hat es in sich. Mit Mord und Gewalt wird zwar nicht gerade gespart. Aber Sex & Crime funktionieren hier bestens. Spannend und höchst modern umgesetzt: Dieser Bremer ‚Tatort‘ ist top!“
Focus-Online-Autor Jakob Biazza urteilte, dass „die Folge ‚Puppenspieler‘ alles habe, was ein ‚Tatort‘ derzeit so [haben müsse]: Minimal-Bezug zu einem realen Fall, einen neuen Ermittler, ein bisschen Kinderprostitution, ein bisschen Techtelmechtel zwischen den Kommissaren, Mehrfacherpressung, ein wenig Traumwelt, etwas Verschwörungstheorien – und damit: eine hanebüchen überfrachtete Geschichte.“ […] „Am Ende steh[e] [jedoch] das unbarmherzige Urteil: Ein- oder wegschalten?“ Seine Empfehlung war: „Der Fernseher bleibt bitte aus – ohne Gerichtsvokabular!“